# آنتونی شوستر
آنتونی شوستر (انگلیسی: Anthony Schuster؛ زادهٔ ۲۲ مارس ۱۹۹۰) بازیکن فوتبال است.
از باشگاه‌هایی که در آن بازی کرده‌است می‌توان به باشگاه فوتبال تولوز اشاره کرد.